# Prodik
Prodik s Keosa (grč. Πρόδικος, oko 465. – 415. god. pr. Kr.) bio je antički grčki filozof, koji je pripadao prvoj generaciji sofista, odnosno tzv. starijim sofistima.
Prodik je došao u Atenu kao dio izaslanstva s otoka Keosa koje se nalazi u Egejskom moru. Za stanovnike toga otoka govorilo se da su skloni tmurnom raspoloženju, a takve sklonosti pripisivale su se i Prodiku, s obzirom na to da mu se u pseudoplatonovskom dijalogu Aksioh pripisuje mišljenje da je smrt poželjna kako bi se ljudi oslobodili svih zala života. Prema Prodiku, strah od smrti je besmislen, jer smrt se ne dotiče živih, jer dok god je neko živ, njega smrt ne dotiče, ali se ne dotiče ni mrtvih, zbog toga što su mrtvi i više ništa ne osjećaju. Istinitost ovih navoda je, međutim, još uvijek predmet sporenja.
Prodik je možda značajniji po svojoj teoriji o nastanku religije. Smatrao je da su ljudi u početku kao božanstva poštovali Sunce, Mjesec, rijeke, jezera itd., drugim riječima, ono što im je bilo korisno i što im je donosilo hranu. Kao primjer Prodik navodi kult Nila u Egiptu. Nakon ovog prvobitnog oblika obožavanja, uslijedio je drugi u kome su izumitelji različitih vještina: poljoprivrede, vinogradarstva, obrade metala itd.  stekli božansko poštovanje: Demetra, Dionis, Hefest i drugi. Prodik je stoga smatrao da je molitva suvišna, zbog čega je, kako se čini, imao i problema s atenskim vlastima (fr. 5).
Slično Protagori, Prodik se posebno bavio izučavanjima jezikoslovlja. U nekoliko Platonovih dijaloga spominju se Prodikove lingvističke teorije i važnost koju je pridavao ispravnom imenovanju predmeta.